# Altai uriankhai

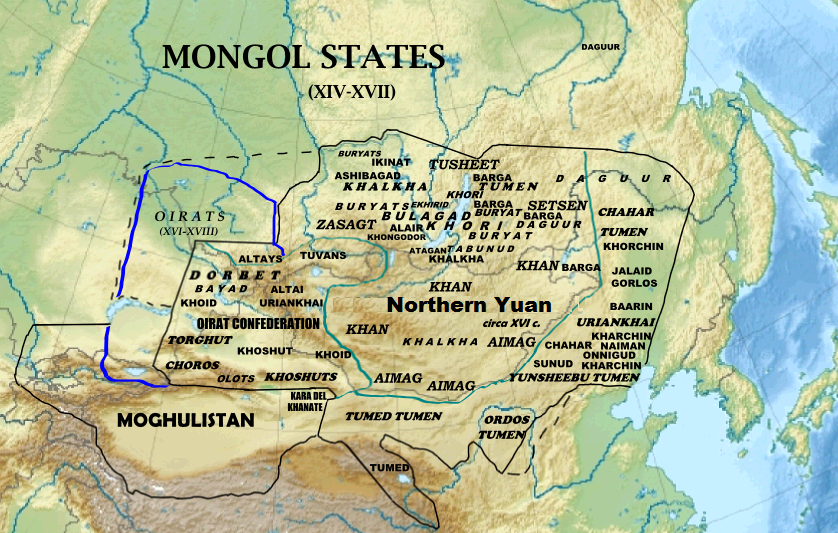
Localització dels altai uriankhai

Els altai uriankhai (en mongol Altai-yn Urianhai o Altain Urianhai, Алтайн Урианхай) són una tribu mongol al voltant del massís de l'Altai que s'organitzà durant la dinastia Qing. Actualment formen un subgrup a l'oest de Mongòlia i a l'est de Xinjiang.